# 永修县
永修县是中国江西省九江市所辖的一个县、位於江西省北部，九江市南部，南鄰南昌市，東頻鄱陽湖，西倚雲居山，北與廬山市、共青城市、德安縣、武寧縣接壤，與都昌縣水域相連，西與宜春市的靖安縣，南與南昌市的安義縣、新建區等9縣（市、區）交界，縣政府駐塗埠鎮。

## 历史

荷兰人约翰·纽霍夫在1665年所画的永修吴城镇风景图

古艾地，秦隶九江郡。东汉永元十六年（104年），分海昏县置，治所在今江西省奉新县西。属豫章郡。“以其户口昌盛，因以为名”(《太平寰宇记》)。南朝宋元嘉二年（425年），移治今永修县西北艾城。唐朝时属洪州、豫章郡。宋朝属南康军。元朝元贞元年（1295年），升为建昌州。明朝洪武初年，降为县，属南康府。清朝沿袭。1914年（民国三年），因与四川建昌道同名，故改名为永修。取其“泮临修水，永蒙其利”之意。自古就有“海昏秀城，地杰人灵”之誉。

## 地理
县域地处江西北部，鄱阳湖西岸，南瞰西山，北望匡庐，东领鄱阳，西挹云居。县境与都昌县、庐山市、共青城市、德安县、武宁县、靖安县、新建区、安义县等县区交界。
县城距省会南昌仅40公里，距昌北机场18公里，距九江市80公里。京九铁路、昌九城際铁路、昌九高速公路、105国道、316国道贯穿全境。
乃赣省南北通衢之要道，古有“洪都门户”之称。

## 行政区划
永修县下辖11个镇、4个乡：
涂埠镇、吴城镇、三溪桥镇、虬津镇、艾城镇、滩溪镇、白槎镇、梅棠镇、燕坊镇、马口镇、柘林镇、三角乡、九合乡、立新乡、江上乡、江西永修云山经济技术开发区、云山企业集团、恒丰企业集团、八角岭垦殖场和永丰垦殖场。

## 交通
- 京九铁路：杨家岭站、涂家埠站、永修站